# Уэдморский договор

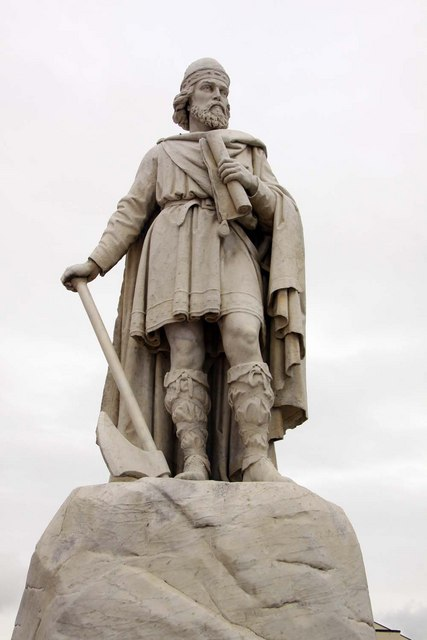
Альфред Великий

Уэдморский договор (также Уэдморский мир) — мирный договор, заключённый в 878 году между королём Альфредом Великим и датчанами (данами, викингами) после многолетней борьбы. По условиям договора Англия была поделена между датчанами и Альфредом: за королём оставался его родной Уэссекс (к которому были присоединены ранее независимые Кент и Сассекс) и часть Мерсии, а викинги получали Нортумбрию, Восточную Англию, часть Мерсии, Эссекс и Лондон (который Альфред позже отбил и вернул себе).
Так в Англии установилось Денло (Данелаг, область датского права), где господствовали скандинавские обычаи и законы.

## Предыстория
Нападения викингов на британские земли началось не позже VIII века. Первоначально это были короткие грабительские набеги, целью которых было ограбить населённый пункт или монастырь и скрыться с добычей до подхода регулярных сил противника. Разрозненные и внутренне неустроенные ранние королевства англосаксов не могли обезопасить ни своё побережье, ни свои поселения от этих набегов. В конце VIII века викинги захватили Фарерские, Шетлендские, Оркнейские и Гебридские острова и использовались их в качестве базы для рейдов на территорию Великобритании. На захваченных землях местное гэльское население начало смешиваться с захватчиками-скандинавами.
В IX веке набеги викингов носят более масштабный характер. В 860-е викинги в составе т. н. Великой языческой армии завоевали Нортумбрию, затем Восточную Англию и уже не стали возвращаться домой, а обосновались на занятых землях. В 871 году ещё одна армия прибыла для усиления предыдущей и вместе в 874 году викинги завоевали Мерсию. Так под контролем викингов оказалась значительная часть Гептархии. Королей этих государств либо убивали, либо заключали с ними мирные договоры на своих условиях. Решительным успехам захватчиков способствовали усобицы между англосаксонскими королевствами.
Более-менее успешно викингам сопротивлялся только Уэссекс, где в 871 году к власти пришёл молодой король Альфред. Проведя военную реформу с целью усиления армии и улучшения обороноспособности страны, Альфред успешно отражал набеги викингов на свои границы и в то же заключил с ними перемирие, которое те вскоре нарушили. В 877 году викинги во главе с конунгом Гутрумом, провозгласившем себя королём Восточной Англии, начали полномасштабное вторжение в Уэссекс.

## Обстоятельства заключения договора

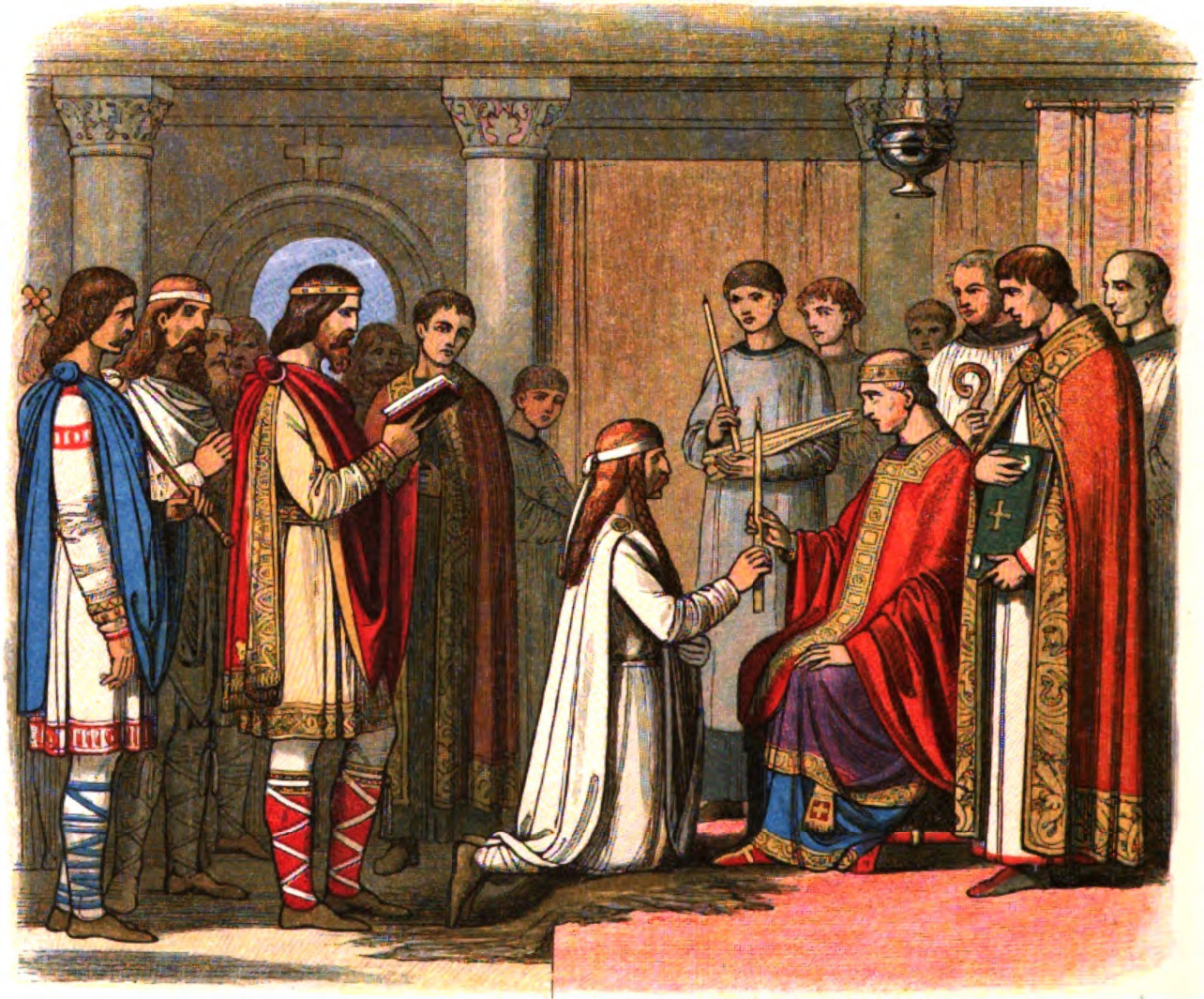
Крещение Гутрума

Вторжение оказалось полной неожиданностью для Альфреда, который вынужден был бежать и скрываться, согласно хроникам, в хижине рыбака посреди болот на границе земель бриттов. Хотя мало кто знал, где король, все же вокруг него стали собираться воины. Они укрепили королевский лагерь и устраивали вылазки против викингов. Собрав достаточно сил, Альфред атаковал силы Гутрума и наголову разбил их 5 мая 878 года в битве при Этандуне.
Потерпевший поражение Гутрум согласился принять христианство (церемония его крещения состоялась в Уэдморе, причём крёстным отцом Гутрума стал сам Альфред, что должно было дополнительно укрепить их договор) и покинуть со своим войском территорию Уэссекса. Тогда же между датчанами (викингами) и Уэссексом был заключён мирный договор, по которому вся Англия была разделена на две части. Норманнам досталась вся Нортумбрия, восточная часть Мерсии, вся Восточная Англия и Эссекс с Лондоном. Эта часть Англии стала называться Дэнло — «область датского права». Остальная же часть Англии (Южная и Западная), включая западную часть Мерсии, Кент и Сассекс, досталась Уэссексу.

Пролог: Это условия мира, которые Король Альфред и король Гутрум, а также советники всей английской нации и все люди, живущие в Восточной Англии, все согласились и подтвердили клятвами от своего имени и за своих подданных, как живых, так и нерожденных, которые обеспокоены для благоволения богов и наших.
- Во-первых, о границах между нами. [Они побегут] вверх по Темзе, а затем вверх по Ли и вдоль реки к её истоку, затем по прямой до Бедфорда, а затем вверх по Узу до Уотлинг-стрит.
- Во-вторых, если человек убит, будь он англичанин или датчанин, все мы должны одинаково ценить его жизнь — а именно 8 полмарков чистого золота, за исключением простолюдинов, занимающих данную землю, и вольноотпущенников датчан. Они также должны быть оценены в ту же сумму — [а именно] 200 шиллингов — в любом случае.
- Если кто-либо обвиняет королевское королевство в убийстве, если он осмелится очиститься, он должен сделайте это с [клятвой] двенадцати королевских тинов. Если кто-либо обвиняет человека, принадлежащего к более низкому чину, чем у королевского тэна, он должен очистить себя [клятвой] одиннадцати своих равных и одного королевского тэна. И этот закон применяется к каждому иску, который касается суммы, превышающей 4 человек . И если он [обвиняемый] не осмелится [попытаться оправдаться], он должен выплатить [в качестве компенсации] в три раза большую сумму, в которой оценивается украденное имущество.
- Каждый человек должен знать своего поручителя, когда он покупает рабов, лошадей или волов.
- И все мы заявили, в день, когда давались клятвы, что ни рабам, ни свободным людям больше нельзя позволять переходить к датскому войску без разрешения. чем то, что любой из них [должен подойти] к нам. Если, однако, случается, что кто-либо из них, чтобы удовлетворить свои потребности, желает торговать с нами, или мы [по той же причине желаем торговать] с ними скотом и товарами, это будет разрешено при условии что заложники предоставляются в качестве гарантии мирного поведения и как свидетельство того, что может быть известно, что предательство не предполагается.

Оригинальный текст (англ.)PROLOGUE. This is the peace which King Alfred and King Guthrum and the councillors of all the English race and all the people which is in East Anglia have all agreed on and confirmed with oaths, for themselves and for their subjects, both for the living and those yet unborn, who care to have God's grace or ours.

1. First concerning our boundaries: up the Thames, and then up the Lea, and along the Lea to its source, then in a straight line to Bedford, then up the Ouse to the Watling Street.
2. This is next, if a man is slain, all of us estimate Englishman and Dane at the same amount, at eight half-marks of refined gold, except the ceorl who occupies rented land, and their [the Danes'] freedmen; these also are estimated at the same amount, both at 200 shillings.
3. And if anyone accuses a king's thegn of manslaughter, if he dares to clear himself by oath, he is to do it with 12 king's thegns; if anyone accuses a man who is less powerful then a king's thegn, he is to clear himself with 12 of his equals and with one king's thegn – and so in every suit which involves more than four mancuses – and if he dare not [clear himself], he is to pay three-fold compensation, according as it is valued.
4. And that each man is to know his warrantor at [the purchase of] men or horses or oxen.

5. And we all agreed on the day when the oaths were sworn, that no slaves nor freemen might go without permission into the army of the Danes, any more than any of theirs to us. But if it happens that from necessity any one of them wishes to have traffic with us, or we with them, for cattle or goods, it is to be permitted on condition that hostages shall be given as a pledge of peace and as evidence so that one may know no fraud is intended.

## Последствия
В 886 году викинги нарушили договор и попытались снова вторгнуться в Уэссекс, но потерпели неудачу, а Альфред сумел захватить Лондон с долиной Темзы и часть Эссекса. После этого Уэдморский мир не нарушался ещё семь лет.